# Memphis (Anchangのアルバム)
『Memphis』（メンフィス）は、SEX MACHINEGUNSのAnchangのオリジナル・アルバム。

## 概要
Anchang名義でリリースされた初のソロ・アルバム。
アメリカ合衆国・テネシー州のメンフィスでレコーディングされた。

## 収録曲
（全作詞・作曲・編曲：Anchang）
1. おかずのない食卓
2. GO TO HELL
3. 恋愛日照り
4. 記憶
5. Campaign Girl
6. 公園ドリーム
7. MAINTENANCE
8. 独身マン
9. コブラツイスト
10. カビ